# Wrangelov otok
Wrangelov otok (ranije Wrangelova zemlja; izvorno ruski: Остров Врангеля, Ostrov Vrangelja) otok u Arktičkom oceanu, između Istočnosibirskog i Čukotskog mora, sjeverozapadno od Beringovog mora, površine 7.300 km². Nalazi se na 180º meridijanu tj. datumskoj granici. Upravno pripada ruskom Čukotskom autonomnom okrugu.

## Povijest
Otok Wrangel je dobio ime po ruskom istraživaču i admiralu Ferdinandu Petroviču Wrangelu koji ga je tražio 1823. godine, ali nije dospio do njega. Otkrio ga je američki kitolovac Jannette 1879. godine, kojim je zapovijedao kapetan George Washington De Long, ali je njegov brod nakon što je dvije godine bio zarobljen u polarnom ledu, potonuo oko 1290 km sjeverozapadno od otoka. Prvi koji su se iskrcali na otok u kolovozu 1881. godine bila je skupina Amerikanaca s parobroda Thomas L. Corwin, koji su tragali za izgubljenim brodom Jannette. Oni su podigli američku zastavu i proglasili Vrangelov otok novim američkim posjedom, Novom Kolumbijom. Jedan od istraživača, John Muir, je iste godine objavio prvi svjetski opis Vrangelova otoka u seriji članaka za novine iz San Francisca. Otok je sljedećih 30 godina proveo u potpunoj izolaciji, nakon čega su slijedile dvije katastrofalne kanadske ekspedicije u pokušaju da otok proglase britanskim teritorijem, 1913. i 1921. godine. Naposljetku su Sovjeti 1926. godine zauzeli otok preselivši na njega sibirske Čukčije, čija je malena zajednica postojala na otoku sve do 1970-ih kada su ponovno preseljeni na kopno.

## Odlike
Otok je sačinjen od kristalnih škriljaca i granita. Otok je širok oko 125 km i ima površinu od 7.600 km². Sastoji se od južne obalne ravnice široke 15 km, središnjeg pojasa niskih planina i sjeverne obalne ravnice široke 25 km. Planinski vijenac "Centralne planine" proteže se od zapadne prema istočnoj obali (završavajući morskim liticama na obje strane) i dug je 145 km, a na najširem dijelu širok 40 km. Planine su visoke oko 500 metara, a najviša je Sovjetska planina (1.096 m).
Prosječna temperatura u siječnju - 22ºC, u srpnju 2,5ºC. Pokriven je ledom i tundrom. Fauna se satoji pretežno od bijelih medvjeda i polarnih lisica.
Na Vrangelovom otoku postoji vremenska postaja i dva ribarska sela naroda Čukči na južnoj obali zaljeva Somnitelnaja (Ušakovskoje i Zvjozdni).
Od 2010. godine Vrangelov otok je, zajedno s obližnjim otokom Herald (Остров Геральд), 60 km istočno, upisan na UNESCO-ov popis mjesta svjetske baštine u Aziji i Oceaniji kao potpun subarktički i arktički ekosustav u izoliranom planinskom vijencu koji uključuje tajge, tundre i arktičke pustinje, te nedirnute slatkovodne sustave rijeka i jezera. Na ovim otocima postoji jedinstvena flora i endemska vrsta tla koje je dom za više od 40 vrsta endemskih vrsta i podvrsta biljaka, insekata, ptica i sisavaca. Neke od njih su bio-relikvije što čini ove otoke bliže pleistocenu od bilo kojeg drugog krajolika na svijetu.
Na otoku Vrangelu je živjela posljednja populacija mamuta (prije 4.000 godine izumrli posljednji primjerci).[nedostaje izvor]

## Vanjske poveznice
- Službena stranica Rezervata prirode Vrangelovog otoka (rus.)
- L. Gualtieri, The Late Pleistocene Glacial and Sea Level History of Wrangel Island, Northeast Siberia.  Arhivirana inačica izvorne stranice od 19. srpnja 2017. (Wayback Machine) Quaternary Research Center, University of Washington. (engl.)